# Albert Schwerdtfeger
Albert Schwerdtfeger (* 23. Dezember 1842 in Osterlinde; † 8. September 1922 ebenda) war Landwirt und Mitglied des Deutschen Reichstags.

## Leben
Schwerdtfeger besuchte die Realschule in Braunschweig und bewirtschaftet danach den Hof seines Vaters in Osterlinde. Er war Mitglied mehrerer Vereine und bekleidet verschiedene Ehrenämter.
Von 1893 bis 1898 war er Mitglied des Deutschen Reichstags für den Reichstagswahlkreis Herzogtum Braunschweig 2 (Helmstedt, Wolfenbüttel) und die Nationalliberale Partei.